# Nadie se conoce
Personne ne se connaît
L'eau-forte Nadie se conoce (en français Personne ne se connaît) est une gravure de la série Los caprichos du peintre espagnol Francisco de Goya. Elle porte le numéro six dans la série des 80 gravures. Elle a été publiée en 1799.

## Interprétations de la gravure
Il existe divers manuscrits contemporains qui expliquent les planches des Caprichos. Celui qui se trouve au Musée du Prado est considéré comme un autographe de Goya, mais semble plutôt chercher à dissimuler et à trouver un sens moralisateur qui masque le sens plus risqué pour l'auteur. Deux autres, celui qui appartient à Ayala et celui qui se trouve à la Bibliothèque nationale, soulignent la signification plus décapante des planches.
- Explication de cette gravure dans le manuscrit du Musée du Prado :
El mundo es una máscara, el rostro, el traje y la voz todo es fingido; todos quieren aparentar lo que no son, todos se engañan y nadie se conoce.
(Le monde est une mascarade, le visage, l'habit et la voix, tout est feint ; tous veulent apparaître pour ce qu'ils ne sont pas, tous se trompent et personne ne se connaît)[2].

- Manuscrit de Ayala :
El mundo es una máscara; el rostro, el traje y la voz todo es fingido. Un General afeminado obsequia a Madama[3] delante de otros cornudos.
(Le monde est une mascarade, le visage, l'habit et la voix, tout est feint. Un général efféminé fait la cour à Madame devant les autres portant des cornes)[2].

- Manuscrit de la Bibliothèque nationale :
Un General afeminado o disfrazado de Muger en una fiesta, se lo está pidiendo a una buena moza; él se deja conocer por los bordados de la manga; los maridos están detrás, y en vez de sombreros, se figuran con tremendos cuernos como un unicornio. Al que se tapa bien, le sale derecho; al que no, torcido.
(Un général efféminé ou déguisé en femme, est en train de faire la cour à une jeune femme ; on le reconnaît lui aux broderies de sa manche; les maris sont à l'arrière, et au lieu de chapeaux, ils sont représentés avec des cornes énormes comme des licornes. Pour celui qui se cache bien, la corne est droite ; pour l'autre, elle est tordue)[2].

À la fin du XVIIIe siècle, il existait à Madrid un engouement pour les bals masqués. Les nobles des grandes maisons célébraient de cette manière leurs anniversaires. Goya a pu y assister, par exemple, à la Casa de Alba, où ils se déroulaient avec une grande somptuosité. Les masques étaient faits par les sculpteurs les plus fameux, comme les 32 qu'a conçus Pedro Michel pour une fête dans ce palais.
Comme l'affirme André Malraux, le masque pour Goya n'est pas ce qui cache le visage humain mais plutôt ce qui le démasque. 
Goya en profite pour comparer et critiquer les préjugés et les hypocrisies de la comédie de la vie au travers de cette représentation d'un carnaval.

## Technique de la gravure

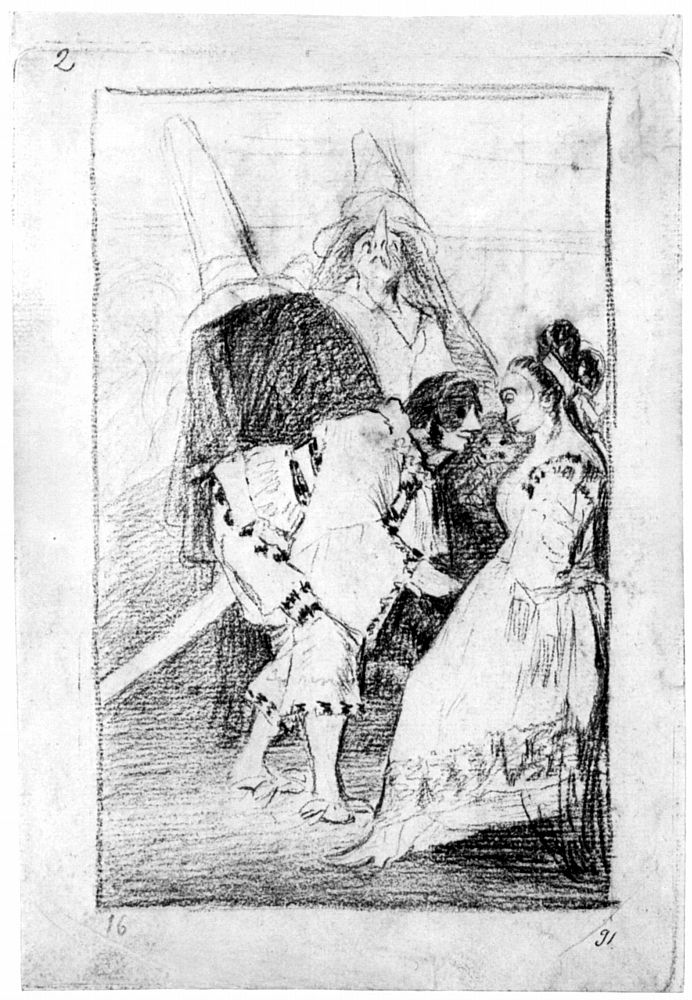
Dessin préparatoire.

Dans le dessin préparatoire à la sanguine, conservée au Musée du Prado, la précieuse porte un masque au lieu d'un loup. Les personnages de la Comédie italienne de Polichinelle et du Docteur sont assez différents entre la gravure et le dessin où ne figure pas le personnage à mi-corps sur la gauche. Dans l'angle supérieur gauche, au crayon : « 2 ». Dans l'angle inférieur gauche, à plume, au crayon : « 16 ». Dans l'angle inférieur droit, à plume, encre brune : « 91 ». Le dessin préparatoire mesure 229 × 155 mm.
La plaque est conservée en assez bon état, quoique les creux soient un peu endommagés. L'estampe mesure 214 × 152 mm sur une feuille de papier de 306 × 201 mm.

## Catalogue
- Numéro de catalogue G02094 de l'estampe au Musée du Prado.
- Numéro de catalogue D04163 du dessin préparatoire au Musée du Prado.
- Numéro de catalogue 51-1-10-6 au Musée Goya de Castres.